# Plocamopherus maculatus
Plocamopherus maculatus (Pease, 1860) è un mollusco nudibranchio della famiglia Polyceridae.